# Peter Zupanc (pisatelj)
Peter Zupanc, slovenski pisatelj, * 25. september 1968, Celje
V Celju je končal triletni program strojništva in se nato zaposlil kot pletilec v tovarni nogavic v Polzeli. Po sedmih letih je tovarno zapustil in priložnostno delal pri arheoloških izkopavanjih, delal je kot akviziter in občasno pisal za lokalne časnike. Bil je koscenarist filma o patru Stanislavu Škrabcu. Bil honorarni sodelavec Novega tednika.

### Življenje na Kitajskem
Okoli leta 2010 je začel živeti na Kitajskem kot učitelj angleščine.